# Stazione di Campobasso San Michele
La stazione di Campobasso San Michele è una fermata ferroviaria posta sulla linea Termoli-Venafro, all'interno della città di Campobasso.

## Storia
La fermata di San Michele venne attivata l'8 agosto 2020. La stazione aprirà con l'apertura della Metropolitana leggera Matrice-Campobasso-Bojano.

## Strutture e impianti
La fermata, posta alla progressiva chilometrica 86+260 fra le stazioni di Matrice e di Campobasso, conta un unico binario, servito da un marciapiede lungo 125 m e alto 55 cm sul piano del ferro.